# Kozińce (gromada)
Kozińce – dawna gromada, czyli najmniejsza jednostka podziału terytorialnego Polskiej Rzeczypospolitej Ludowej w latach 1954–1972.
Gromady, z gromadzkimi radami narodowymi (GRN) jako organami władzy najniższego stopnia na wsi, funkcjonowały od reformy reorganizującej administrację wiejską przeprowadzonej jesienią 1954 do momentu ich zniesienia z dniem 1 stycznia 1973, tym samym wypierając organizację gminną w lataclatach 1954–1972.
Gromadę Kozińce z siedzibą GRN w Kozińcach utworzono – jako jedną z 8759 gromad – w powiecie białostockim w woj. białostockim, na mocy uchwały nr 11/V WRN w Białymstoku z dnia 4 października 1954. W skład jednostki weszły obszary dotychczasowych gromad Kozińce, Obrubniki, Szaciły, Kulikówka, Krynice, Ponikła, Chraboły i Kopisk oraz obszar l.p. N-ctwa Knyszyn o pow.1296,70 ha i N-ctwa Katrynka o pow. 3021,79 ha ze zniesionej gminy Obrubniki w tymże powiecie, a także obszar N-ctwa Katrynka o pow. 602,63 ha ze zniesionej gminy Krypno w powiecie monieckim. Dla gromady ustalono 17 członków gromadzkiej rady narodowej.
31 grudnia 1959 do gromady Kozińce przyłączono wieś Gniła ze znoszonej gromady Dobrzyniewo Duże.
31 grudnia 1961 do gromady Kozińce włączono wsie Borsukówka, Kobuzie, Nowosiółki, Pogorzałki i Rybaki oraz przysiółek Dziarnowizna zniesionej gromady Pogorzałki.
Gromada przetrwała do końca 1972 roku, czyli do kolejnej reformy gminnej.